# هایپرلپس (برنامه)
هایپرلپس یک اپلیکیشن موبایل است که در ۲۶ اوت ۲۰۱۴ توسط اینستاگرام ساخته شده و به کاربران امکان می‌دهد ویدیوهای هایپرلپس و تایم‌لپس تولید کنند.

## نمای کلی
این برنامه به کاربران امکان می‌دهد تا ویدیوهایی تا سقف ۴۵ دقیقه را در یک برداشت ضبط و متعاقباً سرعت آن را افزایش دهند تا یک اثر سینمایی هایپرلپس ایجاد شود. تایم‌لپس‌ها معمولاً با چسباندن عکس‌های دوربین‌های سنتی به هم تولید می‌شوند. 
این برنامه از یک الگوریتم تثبیت‌کننده تصویر استفاده می‌کند که با حذف لرزش، ظاهر ویدیو را ثابت نگه می‌دارد. این برنامه برخلاف اینستاگرام هیچ فیلتری ارائه نمی‌دهد. تنها گزینه پس از تولید در دسترس کاربران، تغییر سرعت پخش است که می‌تواند از ۱ برابر تا ۴۰ برابر سرعت پخش عادی متغیر باشد.
موزیک ویدیوی «Centuries» از گروه فال اوت بوی با استفاده از برنامه هایپرلپس فیلمبرداری شده است.
هایپرلپس از اول مارس ۲۰۲۲ توسط اینستاگرام از فروشگاه‌های اپلیکیشن حذف شد.